# Thulo Dhading
Thulo Dhading (en népalais : ठूलो पाखर) est un comité de développement villageois du Népal situé dans le district de Sindhulpalchok. Au recensement de 2011, il comptait 2 115 habitants.